# فشل الكبد
فشل الكَبد أو الفشل الكبدي (بالإنجليزية: Liver failure) أو قصور كبدي أو قُصور الكبد (بالإنجليزية: Hepatic insufficiency)، وهوَ عدم قُدرة الكَبد على أداء وظائفه البنائية وَالأيضية بشكل طبيعي، وقد تم التعرف على شَكلين: حاد وَمُزمن، وفي الآونة الأخيرة وُجد أنَّ ثُلث حالات فشل الكَبد تُعرف بفشل الكبد الحاد على أساس المزمن.

## الحاد
يُعرف الفشل الكبدي الحاد على أنهُ التطور السريع لضَعف خلايا الكبد، وتحديدًا حدوث أمراض تجلط الدم وتغيرات الحالة العقلية (اعتلال الدماغ) في المريض دون سابق معرفة للإصابة بأمراض الكبد.صفحة 1557
ويستند تشخيص الفشل الكبدي الحاد على الفحص السريري، والنتائج المعملية والتاريخ المَرَضي والتاريخ الطبي السابق في تحديد تغيرات الحالة العقلية وأمراض تجلط الدم وسرعة الحدوث وعدم وجود أمراض سابقة بالكبد.
كما أنَّ الفشل الكبدي الحاد يُعرف على أنهُ ظهور مضاعفات شديدة سريعًا بعد البوادر الأولى لمرض الكبد (مثل اليرقان)، ويشير إلى تعرُّض الكبد لأضرار جسيمة (فقدان وظائف 80-90٪ من خلايا الكبد)، والمضاعفات هي اعتلال الدماغ الكبدي، نقص تصنيع البروتين (حيث تُقاس مستويات الألبيومين في الدم ووقت البروثرومبين في الدم). يحدِّد تصنيف 1993 أن فرط الحدة يكون خلال أسبوع، الحاد خلال 8-28 يوم، وتحت الحاد خلال 4-12 أسبوع، وهو يعكس حقيقة أن وتيرة حدوث المرض تؤثر تأثيرًا قويًا على تقدُّم الحالة المرضية، كما أن المسببات وراء ذلك هي المحدد الهام الآخر للنتيجة.

## المزمن
يحدث فَشل الكبد المُزمن في حالة تليف كبدي، وقد يكون نتيجة لأسباب مُتعددة، مِثل الإفراط في شُرب الكُحول، والتهاب الكبد ب أو ج، وقد يكون نتيجة خلل في المناعة أو نتيجة عوامل وراثية وأيضية (مِثل اكتناز الحديد أو النُحاس، ومِثل مرض الكبد الدهني اللاكحولي).